# Bobo-Dioulasso
Bobo-Dioulasso er en by i det vestlige Burkina Faso i regionen Hauts-Bassins, der med et befolkningstal (pr. 2006) på cirka 435.000 er landets næststørste efter hovedstaden Ouagadougou. Byen blev grundlagt i 1400-tallet og er i dag en af landets vigtigste byer, såvel økonomisk som kulturelt.